# Die Geschichte meiner Schreibmaschine
Die Geschichte meiner Schreibmaschine ist ein Buch des US-amerikanischen Autors Paul Auster und des ebenfalls in Brooklyn lebenden Malers Sam Messer. Die Originalausgabe erschien 2002 unter dem Titel The Story of My Typewriter bei Distributed Art Publishers in New York City. Das Buch wurde, wie auch viele andere Werke Paul Austers, von Werner Schmitz ins Deutsche übersetzt und erschien 2005 im Rowohlt Verlag in Reinbek. Katja Iken schreibt im Spiegel, dass Auster seiner Schreibmaschine mit diesem Büchlein ein „literarisches Denkmal“ erschuf.
Das Buch ist ein Beispiel für die enge Zusammenarbeit Austers mit Künstlern anderer Genres: So arbeitete Auster bereits mit der französischen Künstlerin Sophie Calle zusammen, wie diese in ihrem Buch Double Game berichtet, ebenso mit Paul Karasik und David Mazzucchelli für die Vorlage der Graphic Novel Paul Auster´s Stadt aus Glas. Darüber hinaus kooperierte Auster wiederholt mit verschiedenen Personen bei der Produktion mehrerer Filme.

## Inhalt
Im Buch beschreibt Auster die Geschichte seiner Schreibmaschine, einer Olympia-Reiseschreibmaschine (nach Kenntnis eines Lesers eine Olympia SM9). Auster kaufte sie 1974 für 40 Dollar gebraucht von einem Bekannten, nach der Rückkehr von einem längeren Aufenthalt in Frankreich. Seit diesem Tag bis (mindestens) zum 2. Juli 2000, an dem Tag der Niederschrift des im Buch veröffentlichten Textes, schrieb Auster laut dem Buch jedes Wort, jeden Buchstaben seines schon damals umfangreichen Werks mit dieser Schreibmaschine.
Im Buch sind zahlreiche vierfarbig gedruckte Bilder von Sam Messer enthalten, mit den Motiven Schreibmaschine, Auster und beiden zusammen. Im Text heißt es, dass Sam Messer „eines Tages in mein Haus kam und sich in die Maschine verliebte“. Christian A. Bachmann beschreibt einige dieser Bilder im unter Rezeption genannten Text sehr anschaulich.
Über die Schreibmaschine schreibt Auster: „Alles geht kaputt, alles nutzt sich ab, alles wird irgendwann unbrauchbar, aber die Schreibmaschine ist immer noch bei mir. Sie ist der einzige Gegenstand in meinem Besitz, den ich auch schon vor sechsundzwanzig Jahren besessen habe. Noch wenige Monate, und sie wird mich die Hälfte meines Lebens begleitet haben.“ Nach einem Bericht im Spiegel arbeitete Auster auch 2017 bei seinem jüngsten Roman 4 3 2 1 mit dieser Schreibmaschine.

## Rezeption und Rezensionen
Christian Alexander Bachmann schreibt: „Stellenweise erinnern Messers Bilder an David Cronenbergs Verfilmung von William S. Burroughs’ 1959 … erschienenem Roman Naked Lunch, in der lebendige Schreibmaschinen-Monster prominent in Erscheinung treten.“ Er weist darauf hin, dass die Bilder gegenüber dem vergleichsweise kurzen Text einen dominanten Teil im Buch einnehmen und insgesamt der Gestaltung erheblicher Wert beigemessen wird. Dies ist auch der Auswahl des ursprünglichen amerikanischen Verlags geschuldet, der vor allem Kunstbücher herausgibt.
- Besprechung in Publishers Weekly erschienen am 10. Juli 2002[6]

- Klaus Birnstiels Rezension in der Süddeutschen Zeitung vom 25. Januar 2006, tendenziell ein Verriss, wird auf Die Berliner Literaturkritik vom 25. Januar 2006[7] zusammengefasst: „‚Ratlos‘ müsse selbst der hartgesottenste Auster-Fan das Büchlein zur Seite legen. Es hätte ihm auch in einer ‚Arztpraxis‘ oder einem ‚literarischen Ramschladen‘ in die Hände fallen können.“ Birnstiels Rezension ist vollständig auf Buecher.de verfügbar.[8]

- Jürgen Brôcan in Neue Zürcher Zeitung, 13. Oktober 2005, zusammengefasst auf Perlentaucher.de[9] Dort wird auch der Klappentext zitiert.

- Maik Söhler auf Literaturkritik.de vom 1. November 2005[10]: „Man merkt Auster an, dass es ihm anfangs recht peinlich gewesen sein muss, über seine Schreibmaschine zu philosophieren. Sein kurzer Begleittext fällt aber auf eine angenehme Art karg und schlicht aus.“

- Daniel Haas in Der Spiegel[11]: „Messers Maschinenporträts vermitteln etwas von der Gefräßigkeit des Textes, der seinen Verfasser überwältigt. Sie wirken wie Ungetüme der Kreativität, die kaum zu zähmen sind.“

- Karin Istel auf Die Berliner Literaturkritik[12], darin über Messers Bilder: „Ärger, Wut, Zorn, aber auch ein kleines Lächeln: Die Gemütszustände von Austers mechanischer Schreibmaschine scheinen höchst menschlich zu sein. Die Tasten wild zum Angriff gefletscht oder zu einem breiten Grinsen verzogen – Austers Schreibmaschine lebt.“

- Sebastian Fasthuber im Falter:[13] „Wer nicht genug von Auster kriegen kann und das nötige Börserl hat – freilich lässt sich der dünne Band auch trefflich in der Buchhandlung durchblättern –, für den hat der Verlag sogar ein Buch über des Autors geliebtes Schreibgerät im Programm. „Die Geschichte meiner Schreibmaschine“ ist eine von Sam Messer illustrierte Hymne Austers an seine alte Olympia, auf der er seit 1974 alle Texte geschrieben hat.“

## Ausgaben
- The Story of My Typewriter. Distributed Art Publishers, New York 2002, ISBN 1-891024-32-9.
  - Die Geschichte meiner Schreibmaschine. Deutsch von Werner Schmitz. Rowohlt, Reinbek 2005, ISBN 3-498-00065-9.